# Victoria Street Station (Vestjylland)
Victoria Street Station er et trinbræt på Vemb-Lemvig-Thyborøn Jernbane i Vejlby. Dets oprindelige navn var Vejlby Stoppested. Tidligere skulle passagerer, der ville med toget, selv dreje signalet, en lodret stang med en plade i toppen, for at få toget til at standse. Togføreren sørgede så for at dreje signalet tilbage inden toget kørte videre.
Ca. 1 km nord for Vejlby var der tidligere en station, som var åbent i sommerperioden, for at tilgodese badeturisterne, der fra Vejlby Nord havde ca. 500 m til havet ad en grusvej.
Navnet Victoria Street Station blev tildelt af nogle borgere, angiveligt på et tidspunkt, hvor Lemvigbanen var for længe om at genmontere et navneskilt ved trinbrættet. Navnet henviser til en nærliggende Viktoriavej og blev formelt anerkendt af jernbaneselskabet i 1991.